# O Cara Que Não Aglomerava
O Cara Que Não Aglomerava é um filme brasileiro de 2021 escrito e dirigido por Evandro Berlesi.
O filme foi produzido através do projeto de cinema independente Alvoroço realizado na cidade de Alvorada, no Rio Grande do Sul, que consiste em produzir filmes de baixo orçamento com a população alvoradense, com equipe, elenco e trilha sonora local. O projeto também é rodado em outras cidades, no caso deste 7º longa, ocorreram gravações em Canoas,  contando também com participações de atores consagrados como Jairo Mattos. 

## Enredo
Vilnei Collares, um cineasta frustrado, tenta sobreviver produzindo filmes sem orçamento, contando com pequenos apoios de comerciantes locais. Enquanto se esforça para salvar seu casamento, não ir preso e conquistar um prêmio no festival de cinema de Tupanciretã, Vilnei prepara-se para produzir seu polêmico longa dramático “Filhotinho de Bukowski”, com a esperança de não precisar se envolver com a política local, nem pegar covid.